# Instytut Języka Czeskiego Akademii Nauk Republiki Czeskiej
Instytut Języka Czeskiego Akademii Nauk Republiki Czeskiej (cz. Ústav pro jazyk český, ÚJČ) – instytut naukowy Akademii Nauk Republiki Czeskiej.
Jego zadania to:
- upowszechnianie wiedzy o języku czeskim,
- rozstrzyganie wątpliwości językowych,
- opiniuje nazwy proponowane dla firm, towarów i usług, ocenia język czasopism i publikacji prasowych,
- poszukiwanie rozwiązań w zakresie nowej terminologii (zwłaszcza z dziedzin nauki i techniki),
- wypowiadanie się w kwestii form nietypowych imion nadawanych dzieciom,
- opiniowanie formy językowej tekstów przeznaczonych do publikacji w mediach i administracji.